# Świątynia Qixia
Świątynia Qixia (chiń. upr. 栖霞寺; chiń. trad. 棲霞寺; pinyin Qīxiá sì) – świątynia buddyjska z kompleksem klasztornym, znajdująca się na przedmieściach Nankinu, na wzgórzu Qixia.
Wzniesiona została w 489 roku, za panowania południowej dynastii Qi i rozbudowana w okresie Tang. W świątynnych pawilonach znajdują się liczne rzeźby, a jej pagodę ozdobiono płaskorzeźbami przedstawiającymi sceny z życia Buddy Siakjamuniego.
Qixia si był ulubionym klasztorem cesarza Qianlonga z Qingów, który przebywał w nim pięciokrotnie, chociaż uważał za swoją misję stopniowe ograniczanie ilości mnichów i klasztorów buddyjskich, aż do ich zlikwidowania.
Świątynia doznała poważnych zniszczeń w trakcie powstania tajpingów i większość drewnianych struktur to rekonstrukcje dokonane za panowania cesarza Guangxu. 
W 1919 r. Zongyang Yinleng opuścił klasztor Dinghui na górze Jin w prowincji Zhejiang i przybył do zrujnowanego Qixia si. W 1920 r. rozpoczęto rekonstrukcję klasztoru, którą zakończono po dwudziestu latach. Oprócz odbudowania klasztoru Yinleng przeniósł linię przekazu klasztoru Dinghui.
Do pomocy Yinlengowi przyszedł Ruoshun Weide, późniejszy opat tego klasztoru. W klasztorze mieszkało wtedy ponad stu cieśli. Aby ich obsłużyć zatrudniono trzech fryzjerów i czterech krawców. . Qixia należał do kilku klasztorów, w których wszyscy uczniowie otrzymywali grzecznościowy tytuł "przeora". Starszy przeor (chiń. zheng jianyuan) mógł pracować jako szef klasztornego urzędu finansów.
Chociaż w klasztorze każdej wiosny przyjmowało ordynację mnisią do 200 chętnych, w kompleksie nie było budynku medytacyjnego. Kodeks reguł nie był przestrzegany zbyt surowo, a na pewno był traktowany luźniej niż w Jinshan
W 1933 r. do klasztoru przybyła grupa 12 Europejczyków (8 kobiet i 4 mężczyzn), którzy w ciągu 40-dniowej ceremonii przyjęli ordynacje mnisią. Ceremonia prowadzona była przez emerytowanego opata klasztoru - Qingquana. Ordynacje przyjęło wtedy również 140 Chińczyków. Uroczystość była obserwowana przez tysiące ludzi.  
Qixia aby się utrzymać nie polegał zbyt na wsparciu od świeckich wyznawców, lecz dochód czerpał głównie z własności ziemskiej. Np. w 1937 r. dochód wyniósł 20,000 dolarów. Klasztor również pożyczał ludziom pieniądze na kredyt hipoteczny i jako procent dostawał ziarno, które sprzedawał
Opat klasztoru Ruoshun wybudował filię klasztoru w Hongkongu, do której udał się, aby spędzić tam ostatnie lata życia.   
Podczas masakry nankińskiej w 1937 roku na jej terytorium ukrywało się tysiące Chińczyków szukających schronienia przed japońskimi żołnierzami. Klasztor przez cztery miesiące ochraniał i karmił 30000 ludzi. Tym, którzy nie zmieścili się w budynkach kompleksu rozdano namioty. Oprócz tego klasztor ukrywał także oficerów armii chińskiej, którzy przebrani byli za mnichów. W 2005 roku na podstawie tych wydarzeń nakręcono film. 
Obecnie świątynia jest siedzibą prowincjonalnego oddziału Chińskiego Stowarzyszenia Buddyjskiego, posiadającego bibliotekę z ponad 7000 tekstów religijnych. Działa w niej również wegetariańska restauracja.
Obok świątyni znajduje się kompleks ponad 500 niewielkich jaskiń, w których umieszczono posągi buddów.

## Galeria

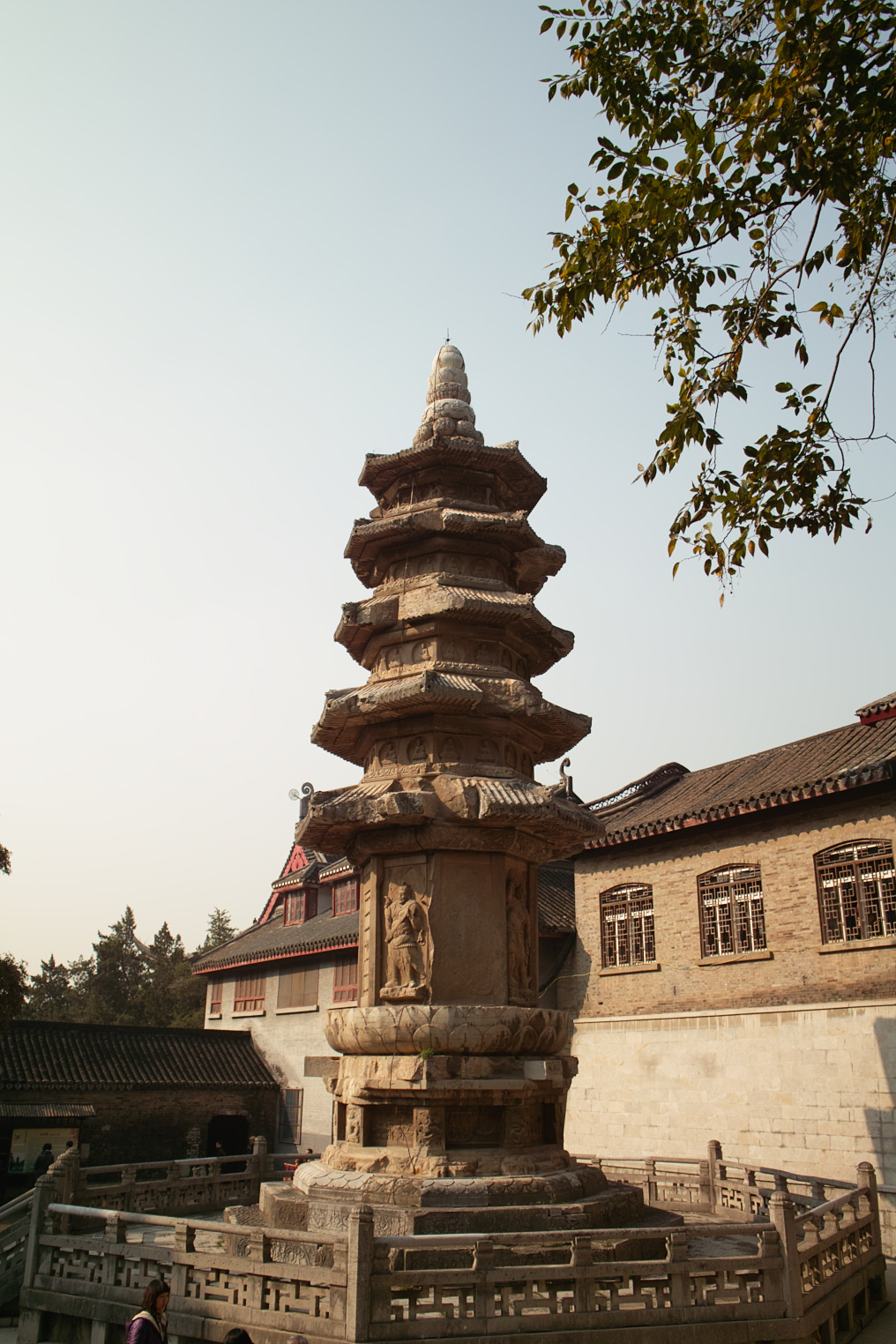
Świątynna pagoda
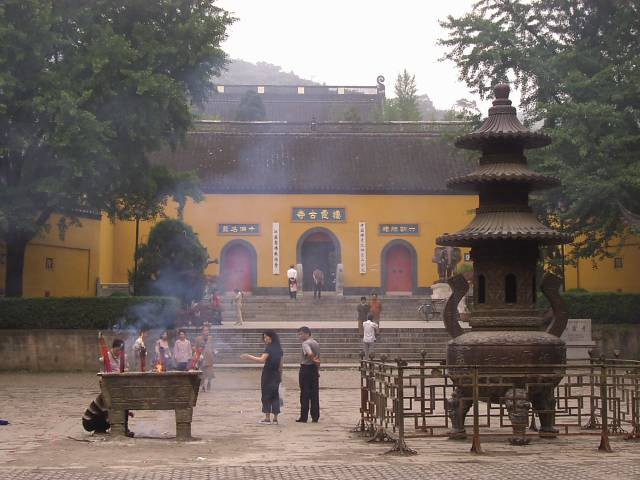
Dziedziniec świątyni
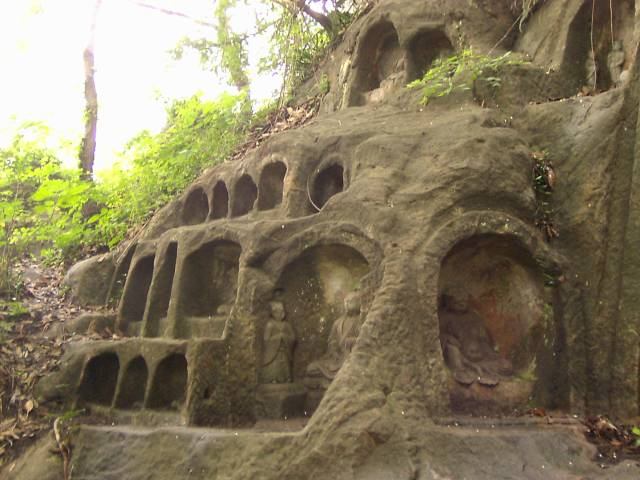
Jaskinie z posągami buddów
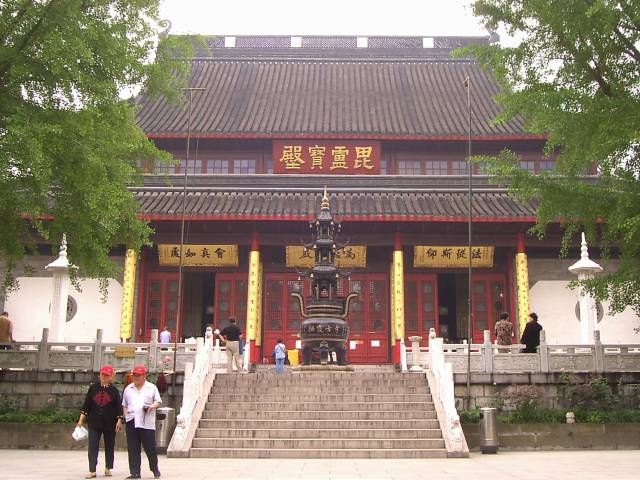